# Hylaeothemis indica
Hylaeothemis indica är en trollsländeart som beskrevs av Fraser 1946. Hylaeothemis indica ingår i släktet Hylaeothemis och familjen segeltrollsländor. IUCN kategoriserar arten globalt som otillräckligt studerad. Inga underarter finns listade i Catalogue of Life.